# Pica-pau-de-garganta-branca
Pica-pau-de-garganta-branca (nome científico: Piculus leucolaemus) é uma espécie de ave pertencente à família dos picídeos. Pode ser encontrada na Bacia Amazônica no Brasil, e principalmente no Equador, Peru e Bolívia.